# Jiepao
Jiepao är en köping i sydöstra Kina. Den ligger i Suixi härad i staden Zhanjiang i provinsen Guangdong, omkring 390 kilometer sydväst om provinshuvudstaden Guangzhou. Antalet invånare är 58 437. Befolkningen består av 28 121 kvinnor och 30 316 män. Barn under 15 år utgör 21,0 %, vuxna 15-64 år 65 %, och äldre över 65 år 12,0 %.